# Agnetina circumscripta
Agnetina circumscripta är en bäcksländeart som först beskrevs av František Klapálek 1912.  Agnetina circumscripta ingår i släktet Agnetina och familjen jättebäcksländor. Inga underarter finns listade i Catalogue of Life.